# Spoorlijn Tönning - Bad St Peter-Ording
De spoorlijn Tönning - Bad St Peter-Ording is een Duitse spoorlijn als spoorlijn 1205 onder beheer van DB Netze.

## Geschiedenis
Het traject werd door de Preußische Staatseisenbahnen aangelegd tussen Tönning en Garding en geopend in 1892. In 1932 werd het gedeelte tussen Garding en Bad St Peter-Ording geopend door de Deutsche Reichsbahn.

## Treindiensten
De Deutsche Bahn verzorgt het personenvervoer op dit traject met RB treinen.
| Serie | Treinsoort                   | Route                                                                 | Bijzonderheden |
| ----- | ---------------------------- | --------------------------------------------------------------------- | -------------- |
| RB 64 | Regionalbahn (DB Regio Nord) | Neumünster – Tönning – Katharinenheerd – Tating – Bad St Peter-Ording |                |

## Aansluitingen
In de volgende plaats is er een aansluiting op de volgende spoorlijn:
Tönning
DB 1204, spoorlijn tussen Husum en Tönning